# Веймйок
Веймйок — река в России, протекает в Ловозерском районе Мурманской области. Длина реки составляет 13 км.
Начинается из родника к югу от небольшого озера. От истока течёт на запад по тундре, частично заболоченной, частично поросшей мхами, лишайниками и редкими кустарниками. Устье реки находится в 33 км по правому берегу реки Уйма на высоте 200,6 метра над уровнем моря. Почти на всём протяжении порожиста. Ширина реки в среднем течении — 25 метров при глубине 0,9 метра.

## Данные водного реестра
По данным государственного водного реестра России относится к Баренцево-Беломорскому бассейновому округу, водохозяйственный участок реки — Воронья от истока до гидроузла Серебрянское 1, включая озеро Ловозеро. Речной бассейн реки — бассейны рек Кольского полуострова, впадает в Баренцево море.
Код объекта в государственном водном реестре — 02010000712101000003431.